# Селтік-парк
Се́лтік Парк (англ. Celtic Park) — стадіон у місті Глазго, найбільший за кількістю місць у Шотландії. Домашня арена футбольного клубу «Селтік».